# Великі Бучки
Великі Бучки́ — село в Україні, входить до складу Сахновщинської селищної громади Харківської області. Населення становить 571 осіб. Орган місцевого самоврядування — Великобучківська сільська рада.

## Географія
Село Великі Бучки знаходиться на правому березі річки Оріль, вище за течією на відстані 11 км розташоване село Дубові Гряди, нижче за течією на відстані 4 км розташоване село Багата Чернещина, на протилежному березі — села Керносівка (Дніпропетровська область) і Ганнівка (Дніпропетровська область). Паралленьно річці проходить Канал Дніпро — Донбас. Річка в цьому місці звивиста, утворює стариці, лимани та озера, у тому числі озера Совине і Дудникове.

## Історія
1777 — дата заснування.
Під час організованого радянською владою Голодомору 1932—1933 років померло щонайменше 28 жителів села.

## Економіка
- Молочно-товарна ферма.
- Сільгосптехніка.

## Пам'ятки
- Вознесенський храм 1810 року.
- Школа 1912 року.
- Братська могила.
- Царський колодязь.

## Відомі люди
У селі народився український дипломат, японознавець, діяч української еміграції на Далекому Сході Воблий Борис Іванович.